# عمر لطفي المفتي
الشيخ عمر لطفي المفتي يعتبر أول مفت عام للأردن، حيث تم تعيينه مفتياً عاماً للديار الأردنية عام 1921م، من قبل سمو أمير البلاد حينذاك عبد الله الأول بن الحسين.

## نبذة عنه
كان الشيخ عمر المفتي من المهاجرين الشراكسة إلى تركيا، نتيجة التهجير القسري الذي أجبرت عليه مختلف قبائل الشعب الشركسي من قبل قوات الاحتلال الروسية القيصرية بعد إتمام انتصارها عليهم في عام 1864م بعد حوالي 150 عاماً من الجهاد والنضال المستمر ضد هذا الاحتلال الاستعماري الغاشم بعدد قليل وأسلحة متواضعة.
تلقى المفتي علومه الدينية في معاهد إسطنبول الدينية. وبعد تخرّجه خصّص له كرسي للتدريس في جامع السلطان محمد الفاتح بإرادة سلطانية من السلطان عبد الحميد الثاني. هاجر من تركيا إثر وصول جمعية الاتحاد والترقي التركية العنصرية للحكم. وتوجه إلى الأردن واستقرّ فيها بتكليف من المشيخة الإسلامية العثمانية ليؤسس معهداً للعلوم الإسلامية الدينية في عمان.
بعد وصول سمو الأمير عبد الله الأول بن الحسين إلى عمان وتأسيسه لإمارة شرق الأردن، صدرت الإرادة الأميرية بتعيين الشيخ عمر لطفي المفتي مفتياً عاماً للديار الأردنية في عام 1921م، فكان بذلك أول ”مفت عام للأردن“ في تاريخه الحديث. ظل الشيخ عمر لطفي المفتي يشغل هذا المنصب طيلة 23 عاماً إلى أن أحيل إلى التقاعد عام 1944م.